# Of Darkness...
Of Darkness... è il primo album in studio del gruppo musicale svedese symphonic metal Therion. In origine fu pubblicato nel 1991 dalla Deaf Records, successivamente è stato ristampato dalla Nuclear Blast Records. Contiene canzoni scritte tra il 1987 e il 1989.

## Tracce
1. The Return - 5:15
2. Asphyxiate with Fear - 4:00
3. Morbid Reality - 6:05
4. Megalomania - 4:10
5. A Suburb to Hell - 4:47
6. Genocidal Raids - 5:15
7. Time Shall Tell - 5:07
8. Dark Eternity - 4:45

### Edizione del 2000
L'album fu ristampato nel 2000 dalla Nuclear Blast con le tracce bonus:
1. A Suburb to Hell (demo version)  - 5:19
2. Asphyxiate with Fear (demo version) - 4:41
3. Time Shall Tell (unreleased version) - 4:06
4. Dark Eternity (unreleased version) - 4:19

## Formazione
- Peter Hansson - chitarra
- Christofer Johnsson - voce
- Oskar Forss - batteria
- Erik Gustafsson - basso